# Бело (Шмарє-при-Єлшах)
Бело (словен. Belo) — поселення в общині Шмарє-при-Єлшах, Савинський регіон, Словенія. 
Висота над рівнем моря: 219 м.